# 下田屋有依の超!A&Gミュージック+TV
『下田屋有依の超!A&Gミュージック+TV』（しもだやゆいのちょうエーアンドジーミュージックプラスティービー）は超!A&G+で2009年3月6日より9月25日まで放送していた『超!A&Gミュージック+TVシリーズ』の金曜日に当たる番組である。パーソナリティはA&Gアカデミーの卒業生である下田屋有依が担当している。簡易動画配信番組。

## 番組内容
- 他の各曜日の「超!A&Gミュージック+TV」ではかかることのないマニアックなテーマのアニソンやキャラソンがかかりやすい番組。
- 曲の演奏中でも下田屋有依の表情が見られる上に、曲の最中に席を立ち、様々な演技をすることで毎回注目されている。
- 番組の中間に当たる時間には「だやそん」（=下田屋が現在はまっている曲をフルコーラスでかけている。アニソンやキャラソン、J-POPなどの垣根は関係なしだが主にミュージカルソング）が流れている。
- ただし、選曲がフルコーラスでかからないことが多い。

## 放送時間
2009年3月6日 - 4月3日
- 初回放送:金曜日 16:00 - 17:00 ※月1回更新 
  - リピート放送:土曜日 6:00 - 7:00/月曜日 15:00 - 16:00

2009年4月10日 - 9月25日
- 初回放送:金曜日 17:00-18:00 ※月頭月曜日基準、月2回更新
  - リピート放送:日曜日 24:00-25:00/月曜日 7:00 - 8:00
  - 2009年8月30日リピート放送予定分は特別編成番組「超!A&Gショップ presents 2009夏総決算! A&Gリクエスト対決〜めざせ第1党」（21:30 - 24:30．簡易動画配信番組）に伴う「アクターズゲート ホプステ//10せんち」リピート放送の24:30 - 25:00へ時間変更に伴い放送休止。

## コーナー
- 今回のマニアックテーマアニソンPART1
- 下田屋有依のお勧め「だやそん」
- 下田屋有依の漢字チャレンジ

漢字検定2級の資格を持つ下田屋が番組スタッフから出題される漢字の問題に挑戦。不正解の場合は答えられなかった漢字を額に書かれた状態で後半の番組を進行しなければならないという罰ゲームが待っている。なお、ゲストが来ている時は漢字チャレンジを休止して、ゲストとの対決企画を行った。主なものとして第7回の「漢字常識対決」や第10回の「屋台対決」など。
- 今回のマニアックテーマアニソンPART2
- クロージング

## これまでにかかったマニアックアニソンテーマのお題
- 第1回（2009年3月6日）：フリー
- 第2回（2009年4月10日）：不明
- 第3回（2009年4月24日）：不明
- 第4回（2009年5月8日）：ゲーム
- 第5回（2009年5月22日）：動物アニメ
- 第6回（2009年6月5日）：メガネ
- 第7回（2009年6月19日）：金髪
- 第8回（2009年7月10日）：一般アーティスト
- 第9回（2009年7月24日）：お化け
- 第10回（2009年8月7日）：海
- 第11回（2009年8月21日）：時代もの
- 第12回（2009年9月11日）：歴史モノ
- 第13回（2009年9月25日）：下田屋有依

## 番組のエピソード
- 第5回放送分の収録の際には下田屋がピカチュウの着ぐるみを着て収録していたため、曲の演奏中の下田屋の演技がいつもと違う動作をしていた。
- 収録日によってはこの後、同じスタジオで収録する内山美穂との2ショットになるケースもある。それが縁で第8回のゲストに内山美穂を呼んで「女子力対決」を行なっていた。その後も下田屋の個人ブログに度々収録裏話で内山美穂との2ショット風景が掲載されていたが、最終回の収録のみ内山美穂とスケジュールが合わず、一人で収録にのぞんでいた。
- 下田屋の演技中、胸が踊っているのはこの前身に下田屋が担当していた「アクターズゲート 我流!下田屋名取」の相方名取隆晃命名の「Fカップ」（ブラジャーがFサイズ）だからである。（第5回のような着ぐるみ衣装では胸が踊っている姿を見ることはできない。）
- マニアックテーマの選曲には下田屋も宿題で1曲用意している。
- 第7回の放送分には番組初のゲストささきのぞみを呼んだ。
- 第10回放送分には所属事務所の先輩である藤田由美子をゲストに呼んで2人とも浴衣を着て収録にのぞんだ。
- 第11回放送分の収録の際、下田屋が顔黒コギャル風の日焼けをしている事に下田屋が気づかず、日焼けした下田屋の動く映像が動画配信された。
- 第12回放送ではスタジオに「アクターズゲート ホプステ//10せんち」のパーソナリティを呼んで先輩後輩対決を行った。
- 番組中、下田屋は他の曜日の「超!A&Gミュージック+TV」のパーソナリティとの交流を深めたいと発言していたが、最終的に徳重洋子・赤﨑千夏とは交流やゲストに呼ぶことができず幕を閉じた。
- 最終回の放送では下田屋が本気で涙を流す場面もあった。しかし、スタッフが下田屋の誕生日が近いのでサプライズプレゼントをブラインドの向こうに隠していた事を知って下田屋が嬉し泣きをする場面もあった。また、半年間音信不通だった名取隆晃が番組最終回を知って携帯でメールを寄せてきたので下田屋が読む場面もあった。

## ゲスト
- 第7回:ささきのぞみ
- 第8回:内山美穂

放送当時、「内山美穂の超!A&Gミュージック+TV」のパーソナリティ。
- 第10回:藤田由美子

放送当時「藤田由美子の超!A&Gミュージック+TV」のパーソナリティであり、下田屋が所属している事務所の先輩。
- 第12回:松尾まどか・吉田佳那子・山田亜沙子

放送当時「アクターズゲート ホプステ//10せんち」のパーソナリティで「アクターズゲート」の後輩番組。